# Aron (Mayenne, Fluss)
Der Aron ist ein Fluss in Frankreich, der in seiner ganzen Länge im Département Mayenne in der Region Pays de la Loire verläuft. Er entspringt in den Coëvrons-Bergen, im Gemeindegebiet von Bais, fließt zunächst in nordwestlicher Richtung, wendet sich dann aber nach West bis Südwest, passiert den gleichnamigen Ort Aron und mündet nach rund 36 Kilometern bei Moulay, knapp südwestlich der Stadt Mayenne als linker Zufluss in den Fluss Mayenne.

## Orte am Fluss
- Bais
- Marcillé-la-Ville
- Aron
- Moulay